# Algemeen belang
Het algemeen belang (Latijn: bonum commune) is datgene wat voor het welzijn van het volk in zijn geheel nuttig, gewenst of nodig is. De term is - hoewel niet eenvoudig te definiëren - toch in de maatschappelijke en politieke discussie binnen democratieën onmisbaar. Ze duidt niét op wat het volk - als het bijvoorbeeld over allerlei zaken zou stemmen - al dan niet zou willen.
Een goede aanduiding van wat het begrip 'algemeen belang' behelst is afkomstig van de liberale staatsman Johan Rudolph Thorbecke, in diens narede bij zijn parlementaire redevoeringen (1869). Thorbecke zegt daarin: 'Is het alleen de vraag, wat het volk of de meerderheid wil, dan vervalt de vraag naar hetgeen regt, waar, goed en uitvoerbaar is'. Het algemeen belang heeft dus in beginsel géén betrekking op wat een meerderheid wil, noch op de wens van bijvoorbeeld een bestuursorgaan, maar juist op de grondbeginselen van de democratische rechtsstaat, waarin ook oog wordt gehouden op de belangen van minderheden en individuen. De fundamentele grondslag van het algemeen belang ligt vervat in artikel 1 van de Nederlandse Grondwet: de gelijkwaardige behandeling van alle individuen, zonder aanzien des persoons, door de bevoegde bestuursorganen.
Het algemeen belang werd vroeger ook wel het 'Nut van 't Algemeen' genoemd. Hiervoor bestaat in Nederland een culturele vereniging, de Maatschappij tot Nut van 't Algemeen, ook wel bekend als 't Nut.
Het algemeen belang staat tegenover, en heeft voorrang op, het individueel belang, waardoor bijvoorbeeld onteigening van overheidswege mogelijk is, mits tegen redelijke compensatie.